# フラストレート
フラストレート (Frustrate 1900年 - 不明) は、イギリスの競走馬。
1907年（明治40年）に小岩井農場が日本に輸入した、所謂小岩井農場の基礎輸入牝馬の一頭で、繁殖牝馬として20世紀以降の日本の競走馬の血統に大きな影響を与えた。
主な直系子孫にロビンオー（マンナ）、トキツカゼ、クモノハナ、オートキツ、オンワードゼア、トウメイ、ホウヨウボーイ、ミナガワマンナ、トロットサンダー、ウメノファイバー、ヤマカツスズラン、アジュディミツオー、ナランフレグがいる。

## 主な牝系図
- Morel 1805 ---No.1-b始祖
  - Sam Mare 1826
    - Whisker Mare 1832
      - Miss Conyngham 1849
        - Albatross 1865
          - Skarte 1884
            - Hattie 1893
              - *フラストレート 1900 ---↓改行
                - 第三フラストレート 1910
                  - マンナ 1928 ---→マンナ牝系へ
                    - 第五マンナ 1939
                      - トキツカゼ 1944 ---→トキツカゼ牝系へ

---↓フラストレート牝系
牝系図の主要な部分（太字はGI級競走優勝馬）は以下の通り。
- *フラストレート 1900
  - 第三フラストレート 1910
    - グローリヤス 1916
      - 慶臣 1923 ---→慶臣牝系へ

    - マンナ 1928（帝室御賞典、各内国産古馬連合）---→マンナ牝系へ
      - 第五マンナ 1939
        - トキツカゼ 1944（皐月賞、優駿牝馬、カブトヤマ記念）---→トキツカゼ牝系へ

    - フラツシングラス 1929
      - 第弐フラツシングラス 1935
        - ダツシングラス 1950
          - 豊隼 1962
            - ホウヨウクイン 1969
              - ホウヨウボーイ 1975（有馬記念、天皇賞（秋）、AJCC、日経賞）
              - ミヤマビユーテイー 1984
                - ビューティークロス 1991
                  - ケリーズビューティ 2001
                    - ナランフレグ 2016（高松宮記念）

        - トキノスズラン 1954
          - キクノスズラン 1962（セントライト記念、クイーンS）
            - キクノフラワー 1968
              - バリエンテー 1986（京王杯オータムH）

            - ホウヨウコトブキ 1977
              - キクノコトブキ 1981
                - トップワールド 1989
                  - エムエスワールド 2003（京都ハイジャンプ、小倉サマージャンプ）

          - キクノハッピー 1968（オールカマー、福島記念）

    - 第参フラツシングラス 1938
      - ミハルオー 1945（東京優駿、天皇賞（春））

  - 第四フラストレート 1911
    - フレイム 1919
      - ラシモア 1934
        - ラシフオード 1942
          - ラ・セーヌ 1956
            - ラセーヌワンダ 1969
              - トロットサンダー 1989（安田記念、マイルCS、東京新聞杯）

### 慶臣牝系
- 慶臣 1923
  - 山妙 1928
    - タエヤマ 1935（阪神記念（春））
    - イエリユウ 1937（東京優駿）
    - 年妙 1940
      - 天妙 1947
        - 博妙 1954
          - グレートフラワー 1962
            - ビートフラワー 1969
              - ウサロマン 1978
                - オリミツキネン 1994
                  - アジュディミツオー 2001（東京大賞典、帝王賞、川崎記念、かしわ記念、マイルグランプリ、東京ダービー、東京湾C）

    - 村妙 1941
      - 洋妙 1954
        - ブランドシロー 1962
          - シンザンシロー 1970
            - ダンシングジオツト 1984（東北優駿、新潟ダービー）

      - クインコート 1958
        - タマアラシ 1967（東京4歳S）

    - 梅妙 1945
      - 妙竜 1957
        - シレトコノウミ 1962
          - タニノダイヤヒメ 1969
            - タニノロック 1974
              - タニノエンゼル 1979
                - タヤスダビンチ 1993（新潟3歳S）

  - 鶴沢 1935
    - マルヒカリ 1945
      - プルーフ 1954
        - ハマギク 1961
          - シヤコウ 1966
            - チエリーエメラルド 1972
              - ユーワブルーム 1987
                - スバルマドンナ 1995（東海クイーンC）
                  - ヨシノイチバンボシ 2001（かきつばた記念、マイル争覇、姫山菊花賞、名港盃、岐阜金賞）

        - ムネヒサ 1964（日本短波賞）
        - リキリユウシンゲキ 1966（阪神牝馬特別、京都牝馬特別）

  - 家臣 1937
    - エータイム 1955（朝日チャレンジC）

牝系図の出典：Galopp-Sieger

## 血統表
| フラストレート（Frustrate）の血統 | フラストレート（Frustrate）の血統    | フラストレート（Frustrate）の血統    | （血統表の出典）                     | （血統表の出典） |
| 父系                              | セントサイモン系                     | セントサイモン系                     | セントサイモン系                     |                  |
| 父 St. Frusquin 1893 黒鹿毛       | 父の父St. Simon 1881 鹿毛            | Galopin                              | Vedette                              | Vedette          |
| 父 St. Frusquin 1893 黒鹿毛       | 父の父St. Simon 1881 鹿毛            | Galopin                              | Flying Duchess                       |                  |
| 父 St. Frusquin 1893 黒鹿毛       | 父の父St. Simon 1881 鹿毛            | St. Angela                           | King Tom                             | King Tom         |
| 父 St. Frusquin 1893 黒鹿毛       | 父の父St. Simon 1881 鹿毛            | St. Angela                           | Adeline                              |                  |
| 父 St. Frusquin 1893 黒鹿毛       | 父の母Isabel 1879 栗毛               | Plebeian                             | Joskin                               | Joskin           |
| 父 St. Frusquin 1893 黒鹿毛       | 父の母Isabel 1879 栗毛               | Plebeian                             | Queen Elizabeth                      |                  |
| 父 St. Frusquin 1893 黒鹿毛       | 父の母Isabel 1879 栗毛               | Parma                                | Parmesan                             | Parmesan         |
| 父 St. Frusquin 1893 黒鹿毛       | 父の母Isabel 1879 栗毛               | Parma                                | Archeress                            |                  |
| 母 Hattie 1893 鹿毛               | 母の父Kendal 1883 栗毛               | Bend Or                              | Doncaster                            | Doncaster        |
| 母 Hattie 1893 鹿毛               | 母の父Kendal 1883 栗毛               | Bend Or                              | Rouge Rose                           |                  |
| 母 Hattie 1893 鹿毛               | 母の父Kendal 1883 栗毛               | Windermere                           | Macaroni                             | Macaroni         |
| 母 Hattie 1893 鹿毛               | 母の父Kendal 1883 栗毛               | Windermere                           | Miss Agnes                           |                  |
| 母 Hattie 1893 鹿毛               | 母の母Skarte 1884 栗毛               | Silvester                            | St. Albans                           | St. Albans       |
| 母 Hattie 1893 鹿毛               | 母の母Skarte 1884 栗毛               | Silvester                            | Silverhair                           |                  |
| 母 Hattie 1893 鹿毛               | 母の母Skarte 1884 栗毛               | Albatross                            | Buccaneer                            | Buccaneer        |
| 母 Hattie 1893 鹿毛               | 母の母Skarte 1884 栗毛               | Albatross                            | Miss Conyngham                       |                  |
| 母系(F-No.)                       | (FN:1-b)                             | (FN:1-b)                             | (FN:1-b)                             | [ § 2 ]          |
| 5代内の近親交配                   | Sweetmeat 5×5、Stockwell 5×5（母内） | Sweetmeat 5×5、Stockwell 5×5（母内） | Sweetmeat 5×5、Stockwell 5×5（母内） | [ § 3 ]          |
| 出典                              | 1. 2. 3.                             | 1. 2. 3.                             | 1. 2. 3.                             | 1. 2. 3.         |